# Беляков, Виктор Константинович (кинематографист)
Виктор Константинович Беляков (1954, Москва, СССР) — советский и российский режиссёр документального кино, сценарист, продюсер.

## Биография
Родился в 1954 году в Москве. В 1977 году закончил Московский энергетический институт, работал радиоинженером, служил в армии с 1978 по 1980 год. В 1986 году закончил киноведческий факультет ВГИКа (мастерская Н. П. Тумановой).
С 1986 по 1990 год работал редактором Главка по производству документальных фильмов Госкино СССР. С 1990 года в качестве сценариста сотрудничал с Ленинградской студией документальных фильмов, где в 1992 году в соавторстве с режиссёром Виктором Семенюком им был создан двухсерийный документальный фильм «Дом Романовых», основанный целиком на архивных кадров царской кинохроники и впервые рассказывающий наиболее полно о последнем русском царе Николае II. Фильм получил приз Всероссийского фестиваля православного кино.
В 1994—1995 году им была создана студия «Клио фильм», на которой в разное время выходили фильмы «Русский фронт», «Снится мне, что я в Германии…», «Коминтерн», телевизионная цикловая программа «Личные воспоминания о большой жизни», основанная целиком на любительских материалах.
С 1993 года параллельно помогает различным западным и отечественным кино- и телекомпаниям в подборе архивных киноматериалов из всевозможных российских архивов. Благодаря определённым усилиям были найдены и заново открыты многие раритетные документы и уникальная кинохроника.
В 1997 году работал на НТВ в качестве автора программы «Старый телевизор», в 1998—1999 годы работал режиссёром документального кино на канале ТВ Центр.
В последние 10 лет создавал документальные фильмы для телеканала «Россия», ОРТ, канала «Культура». Некоторые из них созданы в Культурном фонде «Православная энциклопедия».
В 2008 году фильм «Холодная оттепель 61-года» получил Гран-при 3-го Международного фестиваля научно-популярного кино в Санкт-Петербурге.
В 2009—2011 годах сотрудничал со студией «Тритона», где на основе сохранившихся цветных киноматериалов послевоенного периода им создан цикл фильмов, в которых впервые были восстановлены утраченные естественные цвета и явлена в определённой полноте картина жизни послевоенных поколений людей.

## Сценарии
- «Срезки очередной войны»
- «Благодать»
- «Частные хроники. Монолог»

## Фильмография
- 2011 — Александр Сумбатов-Южин. Битва за театр —  режиссёр, сценарист
- 2010 — Цвет жизни. Начало —  режиссёр, соавтор сценария
- 2010 — Битва за цвет. Кино —  режиссёр, сценарист
- 2010 — Ожидание в Сухиничи —  режиссёр, сценарист
- 2009 — Цвет Москвы —  режиссёр, соавтор сценария
- 2008 — Дорога знаний —  режиссёр, соавтор сценария
- 2007 — Холодная оттепель 61-го года —  режиссёр, соавтор сценария
- 2006 — Сталин и Третий Рим —  режиссёр, соавтор сценария
- 2006 — Крест против свастики —  режиссёр, соавтор сценария
- 2005 — Елоховский собор —  режиссёр
- 2005 — Русская любовь Кристины Онасис —  режиссёр, сценарист
- 2004 — Загадочная жизнь Николая Островского —  режиссёр, сценарист
- 2004 — Кто Вы, мистер Рид? —  режиссёр, сценарист
- 2003 — Суслов. Серый кардинал —  режиссёр, сценарист
- 2003 — Свалка —  режиссёр, сценарист
- 2001 — Личные воспоминания о большой жизни —  режиссёр, продюсер
- 2001 — Коминтерн —  режиссёр, сценарист
- 2000 — Снится мне, что я в Германии —  режиссёр, сценарист
- 2000 — Пролог Великой Отечественной войны —  режиссёр, продюсер
- 1999 — Народы России —  режиссёр, сценарист
- 1998 — Николай Второй. Круг жизни —  режиссёр
- 1996 — Благодать —  сценарист
- 1996 — Ленин. Вождь и Пациент —  режиссёр, сценарист
- 1995 — Десять великих обманов —  режиссёр
- 1994 — Русский фронт —  режиссёр, сценарист
- 1992 — Дом Романовых —  режиссёр, сценарист

## Награды
- 2007 — Гран-при Третьего международного фестиваля научно-популярного кино за фильм «Холодная оттепель 61-го года»
- 2001 — Всероссийский конкурс «Культура на телевидении 2001—2002». Приз в номинации «Документальный фильм» за фильм «Снится мне, что я в Германии»
- 2000 — Лауреат Фонда Форда и памятная медаль Института Гёте за фильм «Снится мне, что я в Германии…»
- 1999 — Гран-при II Евразийского «Телефорума 99» за фильм «Народы России»
- 1992 — Приз Первого Всероссийского фестиваля Православного кино за фильм «Дом Романовых»

## Публикации
- Царская хроника — опыт кинопубликации // «Киноведческие записки», вып. 18. — М.: 1993, — С. 23—37.
- Публикация и вступительный текст. Каталог съемок А. К. Ягельского // «Киноведческие записки», вып. 18. — М.: 1993, — С. 98—106.